# 酂阳街道
酂阳街道，是中华人民共和国湖北省襄阳市老河口市下辖的一个乡镇级行政单位。

## 行政区划
酂阳街道下辖以下地区：
友谊路社区、仁义街社区、和平路社区、牌坊街社区、东启街社区、航空路社区、洪城门社区、大桥路社区、童营社区、汉口路社区、酂南社区、汉滨社区、临江社区、城东社区、高潮社区、黄营村、杨寨村、卢营村、龙岗村、八一村、太山村、晨光村和府洲村。